# Резолюція Ради Безпеки ООН 2166
Резолюція Ради Безпеки ООН № 2166 (2014) стосовно збиття Boeing 777 біля Донецька була одноголосно ухвалена 21 липня 2014 року. Ініціатором прийняття резолюції була Австралія.
Резолюція Ради Безпеки ООН 2166 вимагає притягнути до відповідальності осіб, винних у зазначеній трагедії та забезпечити всебічне співробітництво всіх держав у рамках зусиль по встановленню відповідальних.

## Голосування
Проєкт резолюції S/2014/510 підготовлений 18 липня 2014 року 25 державами-членами ООН (Австралія, Аргентина, Бельгія, В'єтнам, Велика Британія, Індонезія, Ірландія, Італія, Йорданія, Канада, Литва, Люксембург, Малайзія, Нігерія, Нідерланди, Німеччина, Нова Зеландія, Південна Корея, Філіппіни, Франція, Чад, Чилі, Руанда, Сполучені Штати Америки та Україна), наступного дня поданий на розгляд Раді Безпеки, 20 липня узгоджений з усіма членами 69-го складу (Австралія, Аргентина, Велика Британія, Йорданія, Китайська Народна Республіка, Литва, Люксембург, Нігерія, Південна Корея, Росія, Руанда, Сполучені Штати Америки, Франція, Чад, Чилі) та 21 липня ухвалений одностайним голосуванням на 7221 засіданні як S/RES/2166 (2014).